# Галина Рис
Галина Рис (нар. 31 травня 1988, Львів, Україна) — українська письменниця, художниця та літературознавець.

## Життєпис
Галина Рис народилася у Львові 1988 року. У шкільні роки видавала літературно-тематичну газету «Бублик», займалась акробатикою та відвідувала театральні студії.
Закінчила Українську академію друкарства за спеціальністю «Книжкова Ілюстрація». У студентські роки була координатором діяльності та активним учасником «Фотоклубу УАД», займалася рукопашним боєм, правозахисною діяльністю (Міжнародна амністія), а також пройшла курс лекцій з написання кіносценаріїв на кіностудії «Золотий Лев».
Вивчала англійську, іспанську та польську мови в Вищій школі іноземних мов ім. Богуміла Лінде у Познані.
Закінчила магістратуру в Вільному університеті Амстердама за фахом «Візуалізація літератури».
Галина Рис була учасницею літературних проектів: «Перша літературна школа» (літклуб «Маруся»), «Літреактор» («ГОГОЛЬFEST»), «Щоденник. Re: make», «Четверта літня літературна школа» (Центр літературної освіти).
Також була учасницею літературних фестивалів: «Азбукове Королівство Магів і Янголів», «Форум видавців — дітям», «Дивокрай», «Штурмові загони Ґутенберґа».
У 2010—2011 роках була координаторкою проекту «Творче читання» від ЦДЛДЮ.
Працює аспірантом в Університеті Тасманії, пише кандидатську працю на тему насильства у дитячій літературі.
12 січня 2017 року в львівській Книгарні «Є» Галини Рис провела лекцію на тему «Сучасна австралійська дитяча література».

## Премії та нагороди
- 2011 — лауреатка міжнародного конкурсу «Гоголь–фентезі» (повість «Терапія Сновидінь»).
- 2013 — лауреатка літературного конкурсу видавництва «Смолоскип» (роман «Намалюй мене пташкою»).

## Доробок
Книжки
- 2008 — «Унікальна картоплина» («Грані-Т»)[5]
- 2013 — «Подорож до Котанії» (повість, «Artarea»)
- 2014 — «Намалюй мене пташкою» (роман, «Discursus»)[6].
- 2017 — «Амстердам-Київ. І трохи святого Миколая» (роман, «Discursus»)

Твори у збірках
- «Казки Різдвяного ангела» (збірка, «Свічадо»)
- «Зимові казки» (збірка, «Свічадо»)